# Palais du Conseil d'État
Le Palais du gouvernement (finnois : Valtioneuvoston linna, suédois : Statsrådsborgen) situé place du Sénat à Helsinki, est le bâtiment hébergeant le gouvernement finlandais.

## Historique

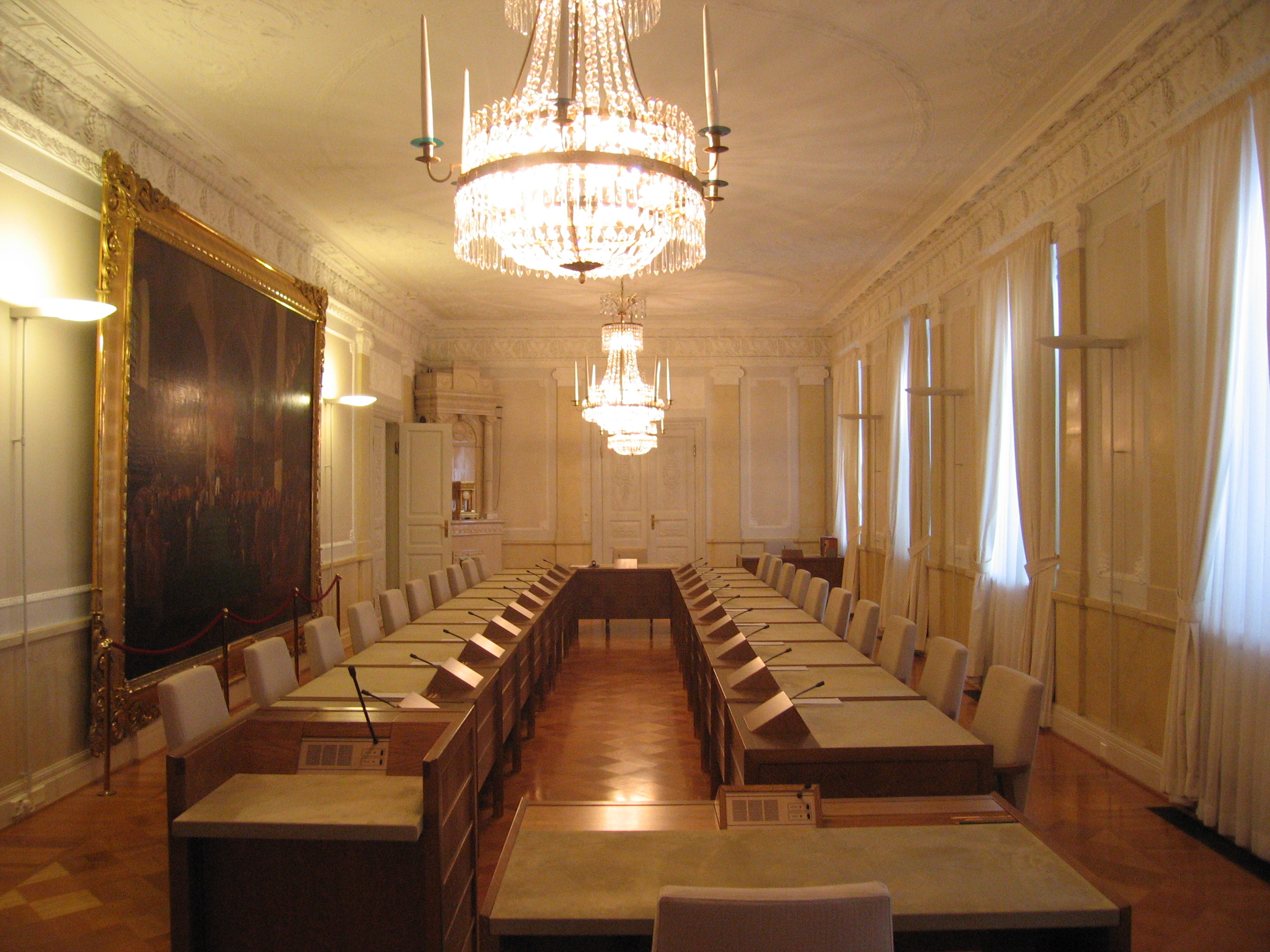
Vue intérieure du palais du gouvernement.

Le palais a été conçu par l'architecte Carl Ludvig Engel pour héberger le Sénat qui y siègera de 1822 à 1918. 
- 1818 Début de la construction du sénat.
- 1822 Le sénat de Finlande déménage vers le palais situé sur la place du Sénat.
- 1824 Fin de la construction de la façade sur Aleksanterinkatu.
- 1828 Fin de la construction de la façade sur Ritarinkatu.
- 1860 Fin de la construction de la façade sur Hallituskatu.
- 1904 Eugen Schauman tire sur le gouverneur-général de Finlande, le général Bobrikov et le tue dans l'entrée du bâtiment.
- 1916-1917 Le palais acquiert son apparence actuelle grâce au ré-haussement de l'aile sur Ritarikatu.

À l'indépendance, il accueille le Conseil d'État, ce qui lui a donné son nom actuel.
En plus des organes du sénat, le bâtiment hébergea aussi à ses débuts des agences publiques importantes comme le prédécesseur de la banque de Finlande, la direction de la poste, le bureau des douanes, les archives nationales et la pharmacie impériale.

## Aujourd'hui
De nos jours, le palais accueille le bureau du Premier ministre de Finlande, le bureau du chancelier de la justice et la plupart des départements du ministère des Finances.